# Discaria toumatou
Discaria toumatou är en brakvedsväxtart som beskrevs av Etienne Fiacre Louis Raoul. Discaria toumatou ingår i släktet Discaria och familjen brakvedsväxter. Inga underarter finns listade i Catalogue of Life.

## Bildgalleri

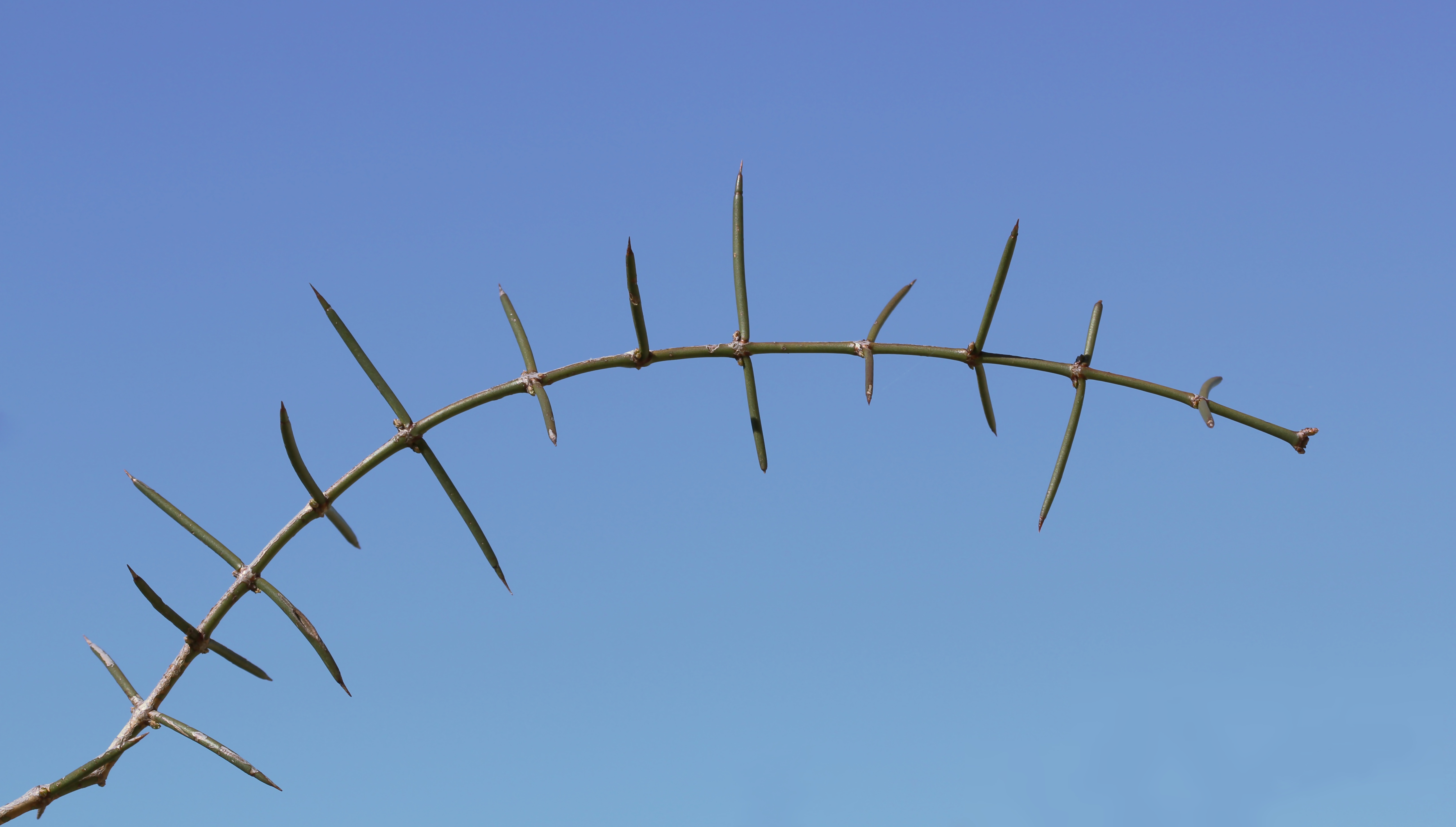
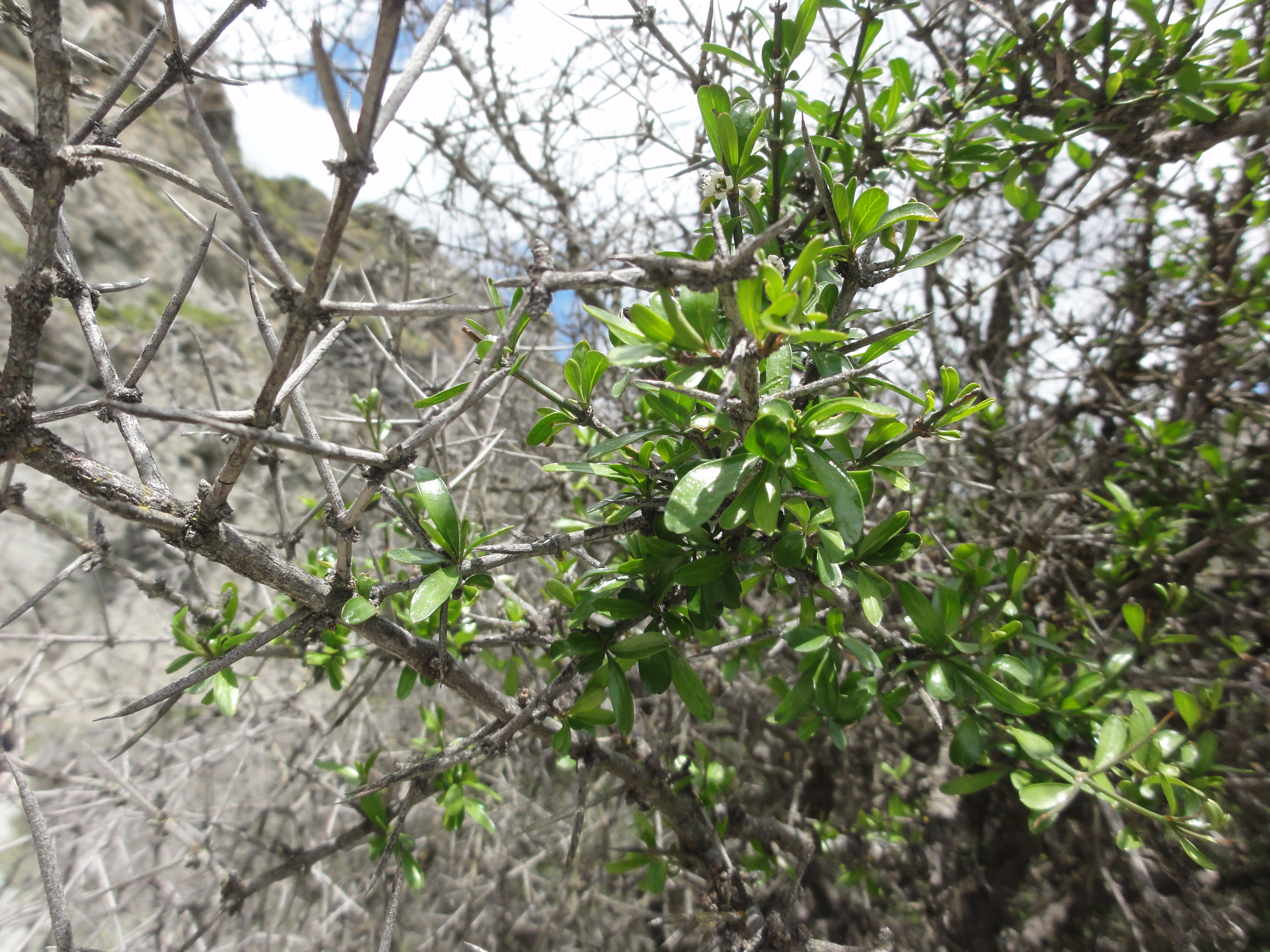
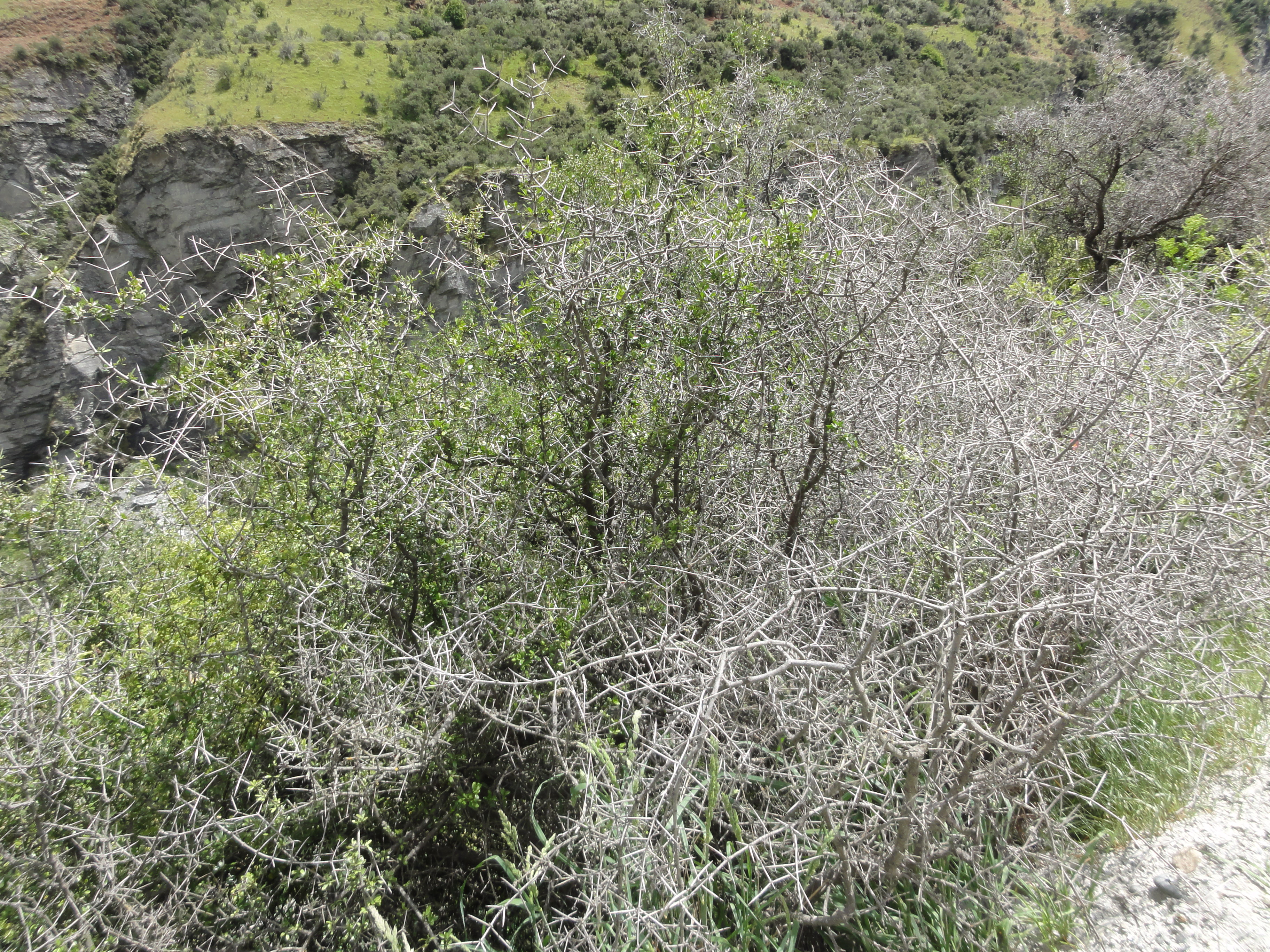